# Чемпіонат світу з трекових велоперегонів 1950
Чемпіонат світу з трекових велоперегонів 1950 проходив у серпні 1950 року в Рокурі, нині передмісті Льєжа, Бельгія. Усього на чемпіонаті розіграли 5 комплектів нагород — 3 серед професіоналів та 2 серед аматорів. 

## Медалісти

### Чоловіки
Професіонали
| Дисципліна                         | Золото            | Срібло       | Бронза          |
| Спринт                             | Реґ Гарріс        | Арі ван Вліт | Ян Дерксен      |
| Індивідуальна гонка переслідування | Антоніо Бевілаква | Вім ван Ест  | Поль Маттеолі   |
| Гонка за лідером                   | Рауль Лесьєр      | Ян Пронк     | Жорж Серес мол. |

Аматори
| Дисципліна                         | Золото          | Срібло        | Бронза          |
| Спринт                             | Моріс Вердун    | П'єр Івен     | Ян Хейзелендорн |
| Індивідуальна гонка переслідування | Сідні Петтерсон | Альдо Ґандіні | Ґвідо Мессіна   |

## Загальний медальний залік
| Місце  | Країна          | Золото | Срібло | Бронза | Загалом |
| ------ | --------------- | ------ | ------ | ------ | ------- |
| 1      | Франція         | 2      | 1      | 2      | 5       |
| 2      | Італія          | 1      | 1      | 1      | 3       |
| 3      | Велика Британія | 1      |        |        | 1       |
| 3      | Австралія       | 1      |        |        | 1       |
| 5      | Нідерланди      |        | 3      | 2      | 5       |
| Всього | Всього          | 5      | 5      | 5      | 15      |